# Svetozar Pribićević
Svetozar Pribićević est un homme politique serbe, né le 26 octobre 1875 à Hrvatska Kostajnica (Croatie) et mort le 15 septembre 1936 en exil à Prague. 

## Biographie
Responsable politique serbe dans le royaume de Croatie-Slavonie, Svetozar Pribićević joue un rôle important dans la constitution de l'État des Slovènes, Croates et Serbes. Une fois l'union avec la Serbie adoptée, il est plusieurs fois ministre de l'Intérieur du royaume des Serbes, Croates et Slovènes. 
Opposant à la politique menée par le roi Alexandre à partir de 1929, il part en exil.
Il meurt à Prague (Tchécoslovaquie) en 1938.